# لبنان (کنتاکی)
لبنان (به انگلیسی: Lebanon) شهری در ایالت کنتاکی کشور ایالات متحده آمریکا است که جمعیت آن در سرشماری سال ۲۰۱۰ میلادی، ۵٬۵۳۹ نفر بوده‌است.